# Намінаурі
Намінаурі (груз. ნამინაური) — село в Грузії.
За даними перепису населення 2014 року в селі проживає 130 осіб.